# Marta Larralde
Marta Larralde, all'anagrafe Marta Rivera Larralde (Vigo, 22 aprile 1981), è un'attrice e modella spagnola, nota per aver interpretato il ruolo di Belén Martín nella serie Grand Hotel - Intrighi e passioni (Gran Hotel) e per quello di Diana Silva Torrealba nella soap Sei sorelle (Seis hermanas).

## Biografia
Marta Larralde è nata il 22 aprile 1981 a Vigo, in provincia di Pontevedra (Spagna); fin da piccola ha mostrato un'inclinazione per la recitazione.

## Carriera
Marta Larralde si è formata come regista con un ciclo di produzione superiore presso la Escuela de Imagen e Sonido di Vigo, ha iniziato a lavorare dietro la macchina da presa come sceneggiatrice, regista e assistente alla regia. Fin da subito si è sentita attratta dalla recitazione ed è diventata una delle attrici galiziane di maggior successo dopo essere stata scelta casualmente nel 2001 per recitare nel film Lena diretto da Gonzalo Tapia e girato nella sua città natale, Vigo. Da allora ha partecipato a diversi film come León y Olvido e la sua breve apparizione in Mar adentro, oltre a un ruolo fisso nell'undicesima stagione della serie televisiva Hospital Central. Le serie in cui ha riscosso successo sono state Grand Hotel - Intrighi e passioni (Gran Hotel) e Sei sorelle (Seis hermanas).

## Filmografia

### Cinema
- Lena, regia di Gonzalo Tapia (2001)
- El lápiz del carpintero, regia di Antón Reixa (2003)
- Una preciosa puesta de sol, regia di Álvaro del Amo (2003)
- León y Olvido, regia di Xavier Bermúdez (2004)
- Mar adentro, regia di Alejandro Amenábar (2004)
- Interior (noche), regia di Miguel Ángel Cárcano (2005)
- La velocidad funda el olvido, regia di Marcelo Schapces (2005)
- El penalti más largo del mundo, regia di Roberto Santiago (2005)
- Días azules, regia di Miguel Santesmaces (2006)
- Hotel Tívoli, regia di Antón Reixa (2006)
- Dos miradas, regia di Sergio Candel (2007)
- 4.000 euros, regia di Richard Jordan (2008)
- Onde esta a felicidade?, regia di Carlos Alberto Riccelli (2010)
- Todas las mujeres, regia di Mariano Barroso (2013)
- Cruzados, regia di Miguel Ángel Cárcano (2013)
- O Ouro do Tempo, regia di Xavier Bermúdez (2014)
- Justi & Cía., regia di Ignacio Estaregui (2014)
- La playa de los ahogados, regia di Gerardo Herrero (2015)
- Novatos, regia di Pablo Aragüés (2015)
- El apóstata, regia di Federico Veiroj (2015)
- La mano invisible, regia di David Macián (2016)
- Offerta alla tormenta (Ofrenda a la tormenta), regia di Fernando González Molina (2020)
- Olvido y León, regia di Xavier Bermúdez (2020)

### Televisione
- Galicia Express – serie TV (2000)
- Pequeno Hotel – serie TV (2001)
- Un paso adelante – serie TV (2004)
- Hospital Central – serie TV (2006)
- Viure de mentides, regia di Jorge Algora – film TV (2005)
- UCO – serie TV (2009)
- O Nordés – serie TV (2009)
- Impares – serie TV (2009)
- Matalobos – serie TV (2009)
- Todas las mujeres – serie TV (2010)
- Los misterios de Laura – serie TV (2011)
- Outro máis, regia di Ricardo LLovo – film TV (2011)
- Grand Hotel - Intrighi e passioni (Gran Hotel) – serie TV (2011-2013)
- B&B, de boca en boca – serie TV (2015)
- Sei sorelle (Seis hermanas) – soap opera (2015-2017)
- Fariña - Cocaine Coast – serie TV (2018)
- Servir y proteger – serie TV (2018)
- La dona del segle, regia di Sílvia Quer – film TV (2018)
- Inciso nelle ossa (Legado en los huesos) – serie TV (2019)
- Vivere senza permesso (Vivir sin permiso) – serie TV (2020)
- Caronte – serie TV (2020)
- HIT – serie TV (2021)
- Piccole coincidenze (Pequeñas coincidencias) – serie TV (2021)
- No me gusta conducir – serie TV (2022)
- Olympo- serie TV (2025)

### Cortometraggi
- Los perros de Pavlov, regia di Kike Maíllo (2003)
- El último peldaño, regia di José Manuel Quiroga (2004)
- Reencuentro, regia di José Manuel Vázquez e Martín Cañedo (2006)
- HollywoodWonderland , regia di Alfonso Campos (2006)
- Luz, regia di Antonio Pérez (2007)
- El disfraz del cielo, regia di Javier Marco Rico
- La colina del olvido, regia di Borja García
- Espaguetis crudos, regia di Lluna Juve (2008)
- Mínimo común múltiplo, regia di Rubén Coca (2009)
- Zapatos, regia di Álvaro Aránguez (2009)
- Il mondo mío, regia di José Manuel Fandos e Manuel Estella (2011)
- Pornobrujas, regia di Juan Gautier (2011)
- El disfraz del cielo, regia di Javier Marco (2011)
- 3 minutos, regia di Javier Marco (2012)
- Walkie Talkie, regia di Rubén Pérez Barrena (2012)
- Eskiper, regia di Pedro Collantes (2012)
- No hace falta que me lo digas, regia di Julio Montejo e Manuel Montejo (2012)
- Tres minutos, regia di Javier Marco Rico (2013)
- A Song for Elaine, regia di Inés de León (2014)
- Vecinikas, regia di Maite Urrutia (2014)
- Los huesos del frío, regia di Enrique Leal Leal (2014)
- Everything (You say) I am, regia di Guillermo Florence (2014)
- Disney, regia di Jorge Saavedra (2015)
- Restart, regia di Olga Osorio (2015)
- El mejor de los mundos (2016)
- Respirando, regia di Mar Olid (2017)
- Bajo interior derecha, regia di Martín Ortiz (2019)
- Vacía, regia di Alex Rodríguez e Sara Mosquera (2020)
- Feliz Desahucio, regia di Samuel del Amor (2020)
- Mi vida al principio, regia di Ana Puentes (2021)

## Teatro
- El zoológico de cristal, diretto da Manuel Camba
- El flautista de Hamelín, diretto da Manuel Camba
- Aquelarre, diretto da Malé González
- El color de agosto, diretto da Marta Álvarez
- Sosticio, con La Fura dels Baus
- La intrusa, diretto da Rosa Fernández
- Tardes no solpor, poesía e acrobazie, presso il museo Verbum di Vigo
- Precipiatadas, danza aerea
- Teoría y práctica sobre los principios mecánicos del sexo, diretto da Miguel Ángel Cárcano
- Nada tras la puerta, diretto da Mikel Gómez de Segura
- Zorras y Koalas, presso il microteatro
- Ana el Once de Marzo, diretto da Paloma Pedrero e Pilar Rodríguez

## Lavori come assistente

### Assistente come sceneggiatrice

#### Programmi televisivi
- 666
- Un mar de recuerdos

#### Cortometraggi
- ¡Ah, eres tú!
- Ni de tu sombra

### Assistente come regista

#### Cinema
- Los lunes al sol, regia di Fernando León de Aranoa (2002)
- Descongélate, regia di Félix Sabroso e Dunia Ayaso (2003)

## Doppiatrici italiane
Nelle versioni in italiano dei suoi film e delle sue serie TV, Marta Larralde è stata doppiata da:
- Selvaggia Quattrini[10] in Grand Hotel - Intrighi e passioni[11]
- Roberta De Roberto[12] in Sei sorelle[13]
- Claudia Catani[14] in Offerta alla tormenta

## Riconoscimenti
- Black Nights en Tallin- Estonia
  - 2004: Vincitrice come Miglior attrice per León y Olvido

- Chano Piñeiro
  - 2001: Vincitrice come Miglior attrice per Lena

- Festival de Cine de Tudela
  - 2001: Vincitrice come Miglior attrice per Lena

- Festival de Cine de Toulouse
  - 2004: Vincitrice come Miglior attrice per León y Olvido

- Festival de Cine Ciudad de Astorga
  - 2013: Vincitrice come Miglior attrice per Eskiper

- Festival Internacional de Cine de Karlovy Vary
  - 2004: Vincitrice come Miglior attrice per León y Olvido

- Festival Internacional de Cine Independiente de Orense
  - 2004: Vincitrice come Miglior attrice per León y Olvido

- Karlovy Vary International Film Festival
  - 2004: Vincitrice come Miglior attrice per León y Olvido

- Medina Film Festival
  - 2012: Vincitrice come Miglior attrice per Pornobrujas

- Premio Mestre Mateo
  - 2004: Vincitrice come Miglior attrice protagonista per León y Olvido
  - 2006: Candidata come Miglior attrice secondaria per Días azules
  - 2004: Vincitrice come Miglior attrice per León y Olvido
  - 2011: Candidata come Miglior attrice secondaria per Outro máis[15]
  - 2014: Candidata come Miglior attrice non protagonista per Grand Hotel – Intrighi e passioni
  - 2015: Candidata come Miglior attrice per O ouro do tempo
  - 2022: Candidata come Miglior attrice protagonista per Olvido y León

- Ourense Independent Film Festival
  - 2004: Vincitrice come Miglior attrice per León y Olvido

- Tallinn Black Nights Film Festival
  - 2004: Vincitrice come Miglior attrice per León y Olvido

- Toulouse Cinespaña
  - 2004: Vincitrice come Miglior attrice per León y Olvido

- XIV Festival de Cine Octubre Corto – Premio Ofimar
  - 2012: Vincitrice come Miglior interpretazione per Pornobrujas[16]

- XVI Certamen Nacional de Cortometrajes di Astorga
  - 2013: Vincitrice come Miglior attrice per Skiper[17]

- XVIII Certamen de Creación Audiovisual di Cabra
  - 2013: Vincitrice come Miglior attrice per No hace falta que me lo digas[18]